# Petra Schersing
Petra Schersing (született Petra Müller) (Quedlinburg, 1965. október 18. –) Európa-, és világbajnok német atléta.

## Pályafutása
1986-ban tagja volt az Európa-bajnokságot nyert négyszer négyszázas kelet-német váltónak. Egy évvel később, a római világbajnokságon is bajnok lett a váltóval, továbbá a szovjet Olha Brizhina mögött ezüstérmesként zárt egyéniben négyszázon.
Pályafutása alatt mindössze egy olimpián vett részt. 1988-ban a szöuli olimpiai játékokon két versenyszámban indult, és mind a kettőn érmet szerzett. Négyszáz méteren Brizhina mögött lett második, hazája négyszer négyszázas váltójával pedig bronzérmes lett.
1990-ben, a Splitben rendezett Európa-bajnokságon megvédte címét a váltóval. Ez volt sportpályafutása utolsó jelentős sikere.
Egyéni legjobbját négyszáz méteren 1988 júniusában teljesítette. Jénában 49,30-ot futott, mely a harmadik legjobb női eredmény ezen a távon, hazája sportolói között.

## Egyéni legjobbjai
- 400 méteres síkfutás - 49,30 s (1988)

## Magánélete
Férje, Mathias Schersing szintén sikeres atléta volt.